# Плетенёва, Зоя Ивановна
Зоя Ивановна Плетенёва (20 октября 1926, Чимошур, Вотская автономная область — 28 мая 2012, Плоское, Курганская область) — телятница колхоза «Восток» Лебяжьевского района Курганской области. Герой Социалистического Труда (1973).

## Биография
Зоя Ивановна Зорина родилась 20 октября 1926 года в крестьянской семье в деревне Чимошур Глазовского уезда Вотской АО, ныне деревня входит в Муниципальное образование «Кабачигуртское» Игринского района Удмуртской Республики.
Получив начальное образование, работала в хозяйстве своих родителей. С 1938 года трудилась в местном колхозе «Чимошур».
В 1956 году вышла замуж за Константина Егоровича Плетенёва.
С 1965 года проживала в селе Плоском Плосковского сельсовета Лебяжьевского района Курганской области, где работала телятницей в колхозе «Восток» Лебяжьевского района.
В 1968 году вступила в КПСС.
Участвовала во Всесоюзной выставке ВДНХ в Москве, где получила золотую медаль.
Ежегодно перевыполняла план по выращиванию телят. Стала лучшей телятницей в Лебяжьевском районе. Указом Президиума Верховного Совета СССР от 6 сентября 1973 года за большие успехи, достигнутые во Всесоюзном социалистическом соревновании и проявленную трудовую доблесть в выполнении принятых обязательств по увеличению производства и заготовок продуктов животноводства в зимний период 1972—1973 годов удостоена звания Героя Социалистического Труда с вручением ордена Ленина и золотой медали «Серп и Молот».
Неоднократно избиралась членом Курганского обкома КПСС.
Зоя Ивановна Плетенёва скончалась 28 мая 2012 года в селе Плоском Плосковского сельсовета Лебяжьевского района Курганской области, ныне село входит в Лебяжьевский муниципальный округ той же области.

## Награды
- Герой Социалистического Труда — указом Президиума Верховного Совета СССР от 6 сентября 1973 года
  - Медаль «Серп и Молот»
  - Орден Ленина
- Орден Трудового Красного Знамени, 1971 год
- Юбилейная медаль «За доблестный труд. В ознаменование 100-летия со дня рождения Владимира Ильича Ленина», 1970 год
- Медаль «Ветеран труда»
- Золотая медаль ВДНХ
- Ударник девятой пятилетки
- Ударник десятой пятилетки
- Победитель социалистического соревнования, трижды
- Почётный гражданин Лебяжьевского района[2]
- В лебяжьевской районной газете «Вперёд» учреждён приз имени Героя Социалистического Труда Плетенёвой З.И., который присуждают лучшим животноводам района

## Семья
Родители: Иван Кузмич и Анна Семёновна Зорины.
В 1956 году вышла замуж за Константина Егоровича Плетенёва, участника Великой Отечественной войны. В семье четверо детей: Геннадий, Антонина, Валентина и Нина.